# Bastasi (gmina Foča)
Bastasi (cyr. Бастаси) – wieś w Bośni i Hercegowinie, w Republice Serbskiej, w gminie Foča. W 2013 roku liczyła 9 mieszkańców.